# Periplaneta australiasea

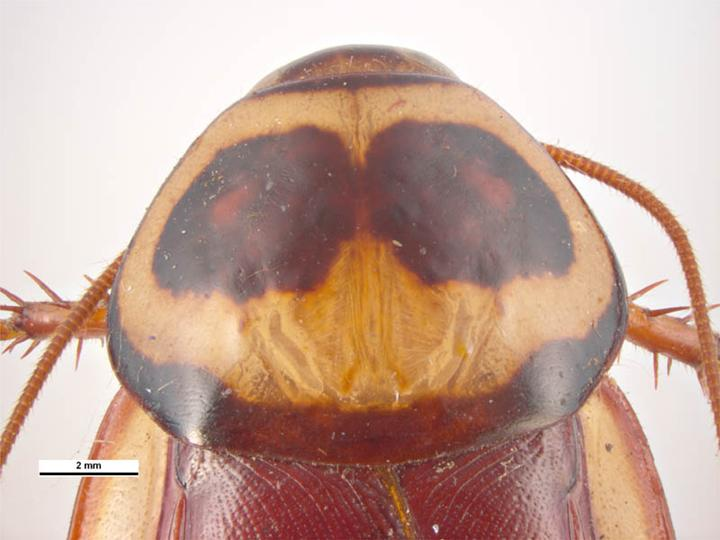
Pronotum de la cucaracha Periplaneta australiasae.

Periplaneta australasiae, Fabricius, 1775 es una especie grande de cucaracha, alada, creciendo hasta una longitud de 23 a 35 mm, de color pardo.
La cucaracha australiana a pesar de su nombre, es oriunda de África. Es similar en forma y tamaño a la cucaracha americana, pudiéndose diferenciar por lo pronunciado del color amarillo de los bordes del pronotum que encierran una mancha lobulada de color pardo oscuro y por dos marcas amarillentas en los bordes de las alas hacia la base de éstas; el resto del color, marrón rojizo oscuro. Sus antenas son más largas que la longitud de su cuerpo. Pueden llegar a medir hasta 5 cm. Les gusta vivir entre la vegetación y los alrededores del jardín. Durante su vida, una hembra produce entre 20 y 30 ootecas de 24 huevos, que colocan entre grietas y hendiduras. Alcanzan la adultez a los 5 o 6 meses y su vida de adulto de 4 a 5 meses.